# 풍이
풍이(Pseudotorynorrhina japonica)는 풍이속에 딸린 꽃무지의 일종이다. 이름과 생김새가 풍뎅이와 비슷하지만 풍뎅이아과의 풍뎅이는 딱지날개를 펴고 날고, 꽃무지아과의 풍이는 딱지날개를 접고 난다. 날아오를 때 ‘붕’소리를 낸다. 참나무의 수액과 과일에 잘 모인다. 몸은 길이 25~33mm, 폭 12~17mm로 길고 등쪽이 편평하며, 광택이 매우 강한 녹갈색이나 구릿빛 내지 붉은빛을 띤다. 완전한 녹색, 남색, 흑남색, 흑자색 등의 개체변이가 많다. 알은 썩은 나무나 볏짚 같은 것에 낳고 애벌레는 그것을 먹고 자란다. 한반도 중부, 제주도 등지에 서식한다. 세계적으로는 중국, 일본에 분포한다.